# Paralisia de Bell
A paralisia de Bell é um tipo de paralisia facial que resulta em uma incapacidade temporária de controlar os músculos faciais no lado afetado do rosto. Os sintomas podem variar de leve a grave. Eles podem incluir contração muscular, fraqueza ou perda total da capacidade de mover um ou, em casos raros, ambos os lados do rosto. Outros sintomas incluem a queda da pálpebra, alteração do paladar e dor ao redor da orelha. Normalmente, os sintomas aparecem em 48 horas. A paralisia de Bell pode desencadear uma sensibilidade aumentada ao som conhecido como hiperacusia.
A causa da paralisia de Bell é desconhecida. Os fatores de risco incluem diabetes, recente infecção do trato respiratório superior e gravidez. Resulta de uma disfunção do nervo facial (nervo craniano VII) Muitos acreditam que isso se deve a uma infecção viral que resulta em inchaço. O diagnóstico é baseado na aparência da pessoa e descartando outras causas possíveis. Outras condições que podem causar fraqueza facial incluem tumor cerebral, acidente vascular cerebral, síndrome de Ramsay Hunt tipo 2, miastenia grave e doença de Lyme.
A condição normalmente melhora sozinha com a maioria atingindo a função normal ou quase normal. Verificou-se que os corticosteroides melhoram os resultados, enquanto os medicamentos antivirais podem ter um pequeno benefício adicional. O olho deve ser protegido contra ressecamento com o uso de colírio ou tapa-olhos. A cirurgia geralmente não é recomendada. Frequentemente, os sinais de melhora começam em 14 dias, com recuperação completa em seis meses. Alguns podem não se recuperar completamente ou apresentar recorrência dos sintomas.
A paralisia de Bell é a causa mais comum de paralisia do nervo facial unilateral (70%). Ocorre em 1 a 4 por 10.000 pessoas por ano. Cerca de 1,5% das pessoas são afetadas em algum momento de suas vidas. Ocorre mais comumente em pessoas entre 15 e 60 anos. Homens e mulheres são afetados igualmente. Seu nome é uma homenagem ao cirurgião escocês Charles Bell (1774-1842), que descreveu pela primeira vez a conexão do nervo facial com a condição.

## Fisiopatologia
A paralisia de Bell é o resultado de um mau funcionamento do nervo facial (nervo craniano VII), que controla os músculos da face. A paralisia facial é tipificada pela incapacidade de mover os músculos da expressão facial. A paralisia é do tipo de neurônio motor infranuclear/inferior.
Acredita-se que, como resultado da inflamação do nervo facial, a pressão é produzida no nervo onde ele sai do crânio dentro de seu canal ósseo (o forame estilomastóideo), bloqueando a transmissão de sinais neurais ou danificando o nervo. Pacientes com paralisia facial para os quais uma causa básica pode ser encontrada não são considerados como portadores de paralisia de Bell em si. As possíveis causas de paralisia facial incluem tumor, meningite, acidente vascular cerebral, diabetes mellitus, traumatismo craniano e doenças inflamatórias dos nervos cranianos (sarcoidose, brucelose,etc.). Nessas condições, os achados neurológicos raramente se restringem ao nervo facial. Bebês podem nascer com paralisia facial. Em alguns casos, a paralisia facial bilateral tem sido associada à infecção aguda pelo HIV.
Em algumas pesquisas, o vírus do herpes simples tipo 1 (HSV-1) foi identificado na maioria dos casos diagnosticados como paralisia de Bell através da amostragem de fluido endoneurial. Outras pesquisas, no entanto, identificaram, de um total de 176 casos diagnosticados como paralisia de Bell, HSV-1 em 31 casos (18%) e herpes zoster em 45 casos (26%).
Além disso, a infecção pelo HSV-1 está associada à desmielinização dos nervos. Este mecanismo de dano nervoso é diferente do mencionado acima — que o edema, inchaço e compressão do nervo no canal ósseo estreito são responsáveis por danos nos nervos. A desmielinização pode até não ser causada diretamente pelo vírus, mas por uma resposta imune desconhecida.

## Sinais e sintomas

Nervo facial: os núcleos do nervo facial estão no tronco cerebral (eles estão representados na ilustração como „θ“).
Em laranja: nervos oriundos do hemisfério esquerdo do cérebro
Em amarelo: nervos oriundos do hemisfério direito do cérebro.
Obs.: Observe que a inervação da testa recebe fibras de ambos hemisférios cerebrais (representada em amarelo e laranja).

A paralisia de Bell é caracterizada por uma flacidez facial súbita unilateral, que geralmente surge em horas.
Os achados mais comuns incluem a flacidez da sobrancelha, incapacidade de fechar o olho, desaparecimento do sulco nasolabial e o desvio da boca para o lado não afetado.
Outros achados possíveis incluem lacrimejamento, hiperacusia e perda do paladar nos dois terços anteriores da língua.
Em algumas pessoas pode-se observar o sinal de Bell, que corresponde ao movimento do olho para cima e para fora no lado afetado, quando o paciente tenta piscar. A paralisia ou fraqueza é frequentemente precedida ou acompanhada de dor próxima da região do ouvido.
Os médicos devem determinar se os músculos da testa estão poupados. Devido a uma peculiaridade anatômica, os músculos da testa recebem inervação de ambos os lados do cérebro. A testa pode então ainda estar enrugada (inervada) em um paciente cuja paralisia facial é causada por um problema em um dos hemisférios do cérebro (paralisia facial central). Se o problema reside no próprio nervo facial (paralisia periférica) todos os sinais nervosos são perdidos, incluindo os que vão para a musculatura da testa.
O grau de lesão do nervo pode ser avaliado através da escala de House-Brackmann.

## Causas
Acredita-se que alguns vírus estabeleçam uma infecção persistente (ou latente) sem sintomas, como o vírus herpes simplex, herpes zoster e o vírus Epstein-Barr. A reativação de uma infecção viral existente tem sido sugerida como causa da paralisia de Bell aguda. Estudos sugerem que esta nova ativação poderia ser precedida por trauma, fatores ambientais e transtornos metabólicos ou emocionais, sugerindo que por fim, diversas condições podem desencadear a reativação.

## Diagnóstico
A paralisia de Bell é um diagnóstico de exclusão, por eliminação de outras causas possíveis. Logo, por definição, nenhuma causa específica pode ser confirmada. A paralisia de Bell é geralmente referida como idiopática ou criptogênica, significando que ela tem causas desconhecidas.
Exames complementares não são necessários em todos os casos. Alguns pacientes podem se beneficiar de exames de imagem, eletroneuromiografia e exames de sangue.

### Diagnóstico diferencial
Diversas doenças podem ser confundidas com a paralisia de Bell e entram no diagnóstico diferencial, como, por exemplo: doença de Lyme, infecção pelo HIV, síndrome de Melkersson-Rosenthal, otite média, colesteatoma, sarcoidose, síndrome de Sjögren e tumor da glândula parótida.

## Tratamento
Em pacientes com paralisia facial incompleta, nos quais o prognóstico de recuperação é muito bom, o tratamento pode ser desnecessário. Os pacientes que se apresentam com paralisia completa, marcada por uma incapacidade de fechar os olhos e a boca no lado envolvido, são geralmente tratados. O tratamento precoce (dentro de 3 dias a partir do surgimento) é necessário para que a terapia seja efetiva. Os esteróides tem se demonstrado efetivos em melhorar a recuperação, enquanto os antivirais não.

### Esteroides
A prednisolona, um corticosteroide, se usada precocemente no tratamento da paralisia de Bell, melhora significantemente as chances de recuperação completa em 3 e 9 dias quando comparada ao tratamento com a droga anti-viral aciclovir ou a nenhum tratamento.

### Antivirais
Os antivirais (como o aciclovir e o valaciclovir) são usados no tratamento devido a uma ligação teórica entre a paralisia de Bell e os vírus herpes simples e varicela zoster.
No entanto, alguns estudos não têm demonstrado eficácia em melhorar a recuperação da paralisia de Bell em associação com os esteróides.

### Cuidados com os olhos
Em casos de paralisia mais intensa, o fechamento insuficiente da pálpebra e a diminuição da produção de lágrimas podem afetar a córnea. Para evitar lesões de córnea por ressecamento e trauma, costuma-se usar lágrima artificial e/ou pomadas oftalmológicas. Também podem ser utilizados óculos ou tampões protetores.

### Tratamentos alternativos
A eficácia da acupuntura permanece desconhecida porque os estudos disponíveis são de baixa qualidade. Os procedimentos cirúrgicos para descomprimir o nervo facial tem sido tentados, mas não tem provado benefícios.

## Prognóstico
Mesmo sem nenhum tratamento, a paralisia de Bell tende a ter um bom prognóstico. Em estudo feito em 1982, quando ainda nenhum tratamento estava disponível, 85% de 1.011 pacientes demonstrou os primeiros sinais de recuperação dentro das primeiras 3 semanas após o surgimento da doença. Nos 15% restantes, a recuperação ocorreu nos 3-6 meses restantes. Após uma acompanhamento de pelo menos 1 ano ou até a cura, a recuperação completa ocorre em mais de dois terços (71%) de todos os pacientes. A recuperação foi considerada moderada em 12% e pobre em somente 4% dos pacientes.
Outro estudo demonstrou que a paralisia incompleta desaparece completamente, quase sempre durante um mês. Os pacientes que recuperam movimento dentro das primeiras duas semanas quase sempre recuperam-se completamente. Quando a remissão não ocorre até a terceira semana ou mais tarde, uma significante maioria dos pacientes desenvolve sequelas.
Um terceiro estudo mostrou um melhor prognóstico para pacientes jovens, com idade abaixo de 10 anos, enquanto pacientes acima dos 61 anos apresentaram um pior prognóstico.

## Complicações
As principais complicações da paralisia de Bell são perda crônica da gustação (ageusia), espasmo facial crônico e infecções da córnea. Para prevenir estas infecções, os olhos podem ser protegidos por tapadores ou encobertos durante os períodos de sono e descanso. Colírios de composição semelhante à lágrima ou pomadas oftalmológicas podem ser recomendadas, especialmente para casos com paralisia completa. Quando o olho não fecha completamente, o reflexo do piscar também é afetado, e cuidados devem ser tomados para proteger o olho de uma lesão.
Outra complicação pode ocorrer no caso de uma regeneração incompleta ou errônea do nervo facial lesionado. O nervo pode ser considerado como um grupo de pequenas conexões nervosas individuais menores que se ramificam para seus destinos próprios. Durante a regeneração, os nervos geralmente são capazes de localizar seu caminho tradicional para o destino correto - mas alguns nervos podem seguir um caminho colateral levando a uma condição conhecida como sincinesia. Por exemplo, a regeneração de músculos que controlam os músculos anexos ao olho podem fazer um caminho colateral e também regenerar conexões que atingem os músculos da boca. Desta maneira, o movimento de um afetará o outro. Por exemplo, o canto da boca levantar-se involuntariamente em uma pessoa que fecha os olhos.
Além disso, durante a recuperação, uma parcela muito pequena dos pacientes pode exibir a síndrome das lágrimas de crocodilo, também conhecida como reflexo gustolagrimal ou síndrome de Bogorad. Nesta síndrome, as pessoas liberam lágrimas enquanto comem. Isso é creditado a uma regeneração inadequada do nervo facial, um ramo que controla as glândulas salivares e lacrimais. O suor gustativo também pode ocorrer.

## Epidemiologia
A incidência anual da paralisia de Bell é de cerca de 20 para 100.000 habitantes, e a incidência aumenta com a idade. A herança familiar tem sido encontrada em 4-14% dos casos.
Não há predileção por raça, sexo ou localização geográfica. No entanto, a paralisia de Bell afeta três vezes mais mulheres grávidas do que mulheres não grávidas, principalmente no terceiro trimestre de gestação ou na primeira semana pós-parto. Também afeta quatro vezes mais pessoas diabéticas do que a população em geral.
Um faixa de diversas taxas de incidência anual já foi descrita na literatura: 15, 24, e 25-53 (todas taxas por 100.000 habitantes por ano). A paralisia de Bell não é uma doença que deve ser notificada, o que complica a aferição de suas estatísticas.

## História

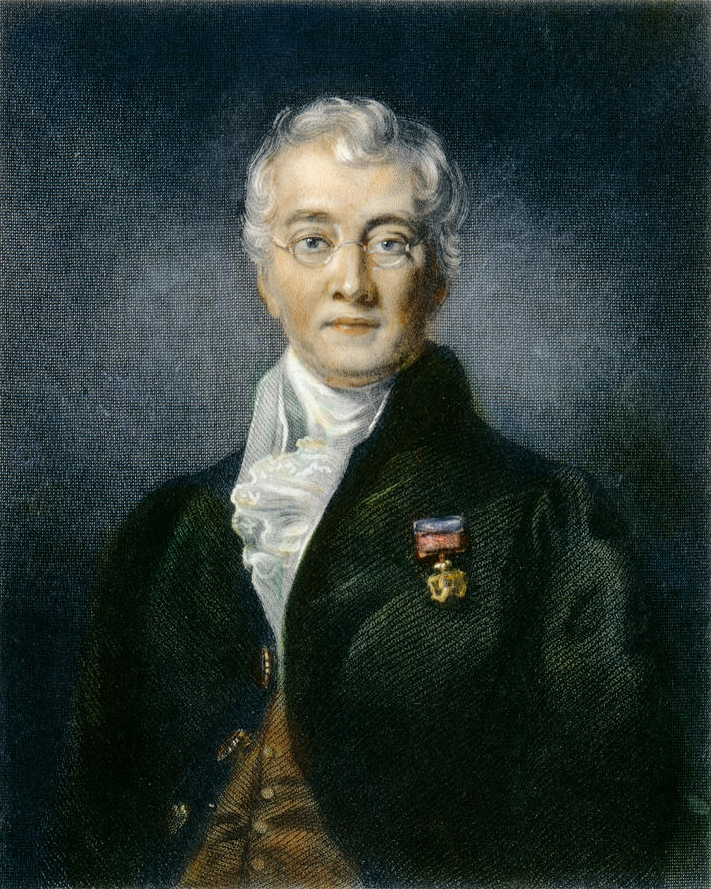
Sir Charles Bell

O médico persa Rasis (865–925) detalhou a primeira descrição conhecida da paralisia facial periférica e central.
Cornelis Stalpart van der Wiel (1620-1702) em 1683 fez um relato da paralisia de Bell e creditou ao médico persa Ibn Sina (980-1037) a descrição dessa condição diante dele. James Douglas (1675-1742) e Nicolaus Anton Friedreich (1761-1836) também o descreveram.
Sir Charles Bell, que dá nome à doença, apresentou três casos na Royal Society of London em 1829. Dois casos foram idiopáticos e o terceiro devido a um tumor na glândula parótida.
Uma pessoa notável com paralisia de Bell é o ex-primeiro-ministro do Canadá, Jean Chrétien. Durante a eleição federal canadense de 1993, a primeira de Chrétien como líder do Partido Liberal do Canadá, o opositor Partido Conservador Progressivo do Canadá publicou um anúncio de ataque no qual dubladores o criticavam por causa de imagens que pareciam destacar suas expressões faciais anormais. O anúncio foi interpretado como um ataque à aparência física de Chrétien e gerou raiva generalizada entre o público, enquanto Chrétien usou o anúncio para se tornar mais simpático aos eleitores. O anúncio teve o efeito adverso de aumentar a liderança de Chrétien nas pesquisas e a reação subsequente garantiu a eleição para os liberais, que o partido ganhou de forma esmagadora.

## Galeria de imagens

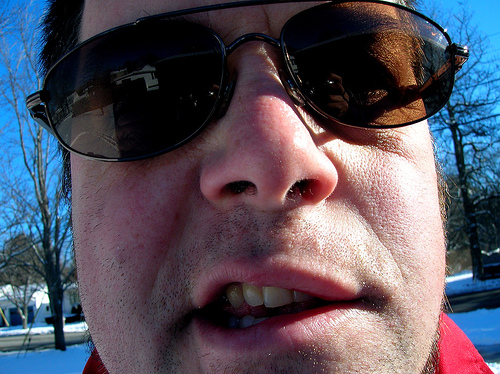
O "sorriso de Bell" é caracterizado por uma assimetria causada pela paralisia de um lado da face.
Uma ilustração mostrando a paralisia de Bell